# Windsor Arch Ka I
Windsor Arch Ka I (dřívějším názvem: Associação Desportiva Ka I; čínsky znaky tradiční 名門世家加義) je čínský fotbalový klub, který sídlí ve zvláštní správní oblasti Čínské lidové republiky Macao. Založen byl v roce 1985 pod názvem AD Ka I. Jedná se o trojnásobného vítěze macajské nejvyšší fotbalové soutěže. Klubové barvy jsou červená, černá a bílá. Od sezóny 2009 působí v macajské nejvyšší fotbalové soutěži.
Své domácí zápasy odehrává na Estádio Campo Desportivo s kapacitou 16 272 diváků.

## Historické názvy
Zdroj: 
- 1985 – AD Ka I (Associação Desportiva Ka I)
- Windsor Arch Ka I

## Získané trofeje
Zdroj: 
- Liga de Elite ( 3× )
  - 2010, 2011, 2012
- Taça de Macau ( 4× )
  - 2009, 2010, 2015, 2016

## Umístění v jednotlivých sezonách
Stručný přehled
Zdroj: 
- 2007: Campeonato da 3ª Divisão – sk. ?
- 2008: Campeonato da 2ª Divisão
- 2009–2010: Campeonato da 1ª Divisão
- 2011– : Liga de Elite

Jednotlivé ročníky
Zdroj: 
Legenda: Z - zápasy, V - výhry, R - remízy, P - porážky, VG - vstřelené góly, OG - obdržené góly, +/- - rozdíl skóre, B - body, červené podbarvení - sestup, zelené podbarvení - postup, fialové podbarvení - reorganizace, změna skupiny či soutěže
| Macao (2007 – ) |                                  |        |     |     |     |     |     |     |     |     |        |
| Sezóny          | Liga                             | Úroveň | Z   | V   | R   | P   | VG  | OG  | +/- | B   | Pozice |
| 2007            | Campeonato da 3ª Divisão – sk. ? | 3      | ... | ... | ... | ... | ... | ... | ... | ... |        |
| 2008            | Campeonato da 2ª Divisão         | 2      | 9   | 6   | 1   | 2   | 37  | 13  | +24 | 19  | 1.     |
| 2009            | Campeonato da 1ª Divisão         | 1      | 14  | 12  | 1   | 1   | 41  | 10  | +31 | 37  | 2.     |
| 2010            | Campeonato da 1ª Divisão         | 1      | 9   | 8   | 1   | 0   | 28  | 8   | +20 | 25  | 1.     |
| 2011            | Liga de Elite                    | 1      | 18  | 15  | 0   | 3   | 88  | 24  | +64 | 45  | 1.     |
| 2012            | Liga de Elite                    | 1      | 18  | 14  | 3   | 1   | 59  | 12  | +47 | 45  | 1.     |
| 2013            | Liga de Elite                    | 1      | 18  | 15  | 1   | 2   | 61  | 13  | +48 | 46  | 3.     |
| 2014            | Liga de Elite                    | 1      | 16  | 9   | 4   | 3   | 47  | 17  | +30 | 31  | 4.     |
| 2015            | Liga de Elite                    | 1      | 18  | 15  | 1   | 2   | 71  | 16  | +55 | 46  | 2.     |
| 2016            | Liga de Elite                    | 1      | 18  | 13  | 2   | 3   | 46  | 12  | +34 | 41  | 2.     |
| 2017            | Liga de Elite                    | 1      | 18  | 6   | 4   | 8   | 31  | 42  | -11 | 22  | 6.     |
| 2018            | Liga de Elite                    | 1      | 18  |     |     |     |     |     |     |     |        |